# Arabská kuchyně
Arabská kuchyně (arabsky مطبخ عربي‎) jsou kulinářšké postupy příslušníků zemí arabského poloostrova, které jsou také nazývány jako orientální kuchyně nebo kuchyně Blízkého východu. Jsou definovány různými regionálními kuchyněmi, které se táhnou arabským světem od Maghrebu po Mašrek, příp. Levantu, kde je jejich vliv poslední staletí patrný a po oblast Perského zálivu. Tyto kuchyně jsou často staletí staré a navzájem si podobné také kulturou velkého obchodu s kořením, bylinami a potravinami. Tři hlavní oblasti známé jako Maghreb, Mašrek a Záliv mají mnoho podobností, ale také mnoho unikátních tradic. Také byly tyto kuchyně ovlivněny klimatem, možnostmi kultivace, stejně jako možností obchodu. Kuchyně Maghrebu a Levanty, příp. Mašreku, jsou relativně mladé – vyvinuly se v průběhu posledních staletí, zatímco kuchyně z oblasti Zálivu je velmi stará. Kuchyně lze rozdělit na městské a venkovské.
Pod pojem orientální kuchyně, který je v kuchařských knihách často používány, se často řadí i perská, kurdská a turecká kuchyně, které mají každá do jisté míry samostatnou kulinářskou tradici.